# 何国模
何国模（1928年—），男，浙江余姚人，生于北京，中华人民共和国政治人物，曾任中共天津市委常委，天津市政协副主席。